# Fish River
Fish River (în afrikaans: Visrivier, în germană: Fischfluss) este un râu din Namibia. Are 650 km lungime, izvorăște din partea estică a munților Naukluft și curge spre barajul Hardap. Apoi trece prin orașele Mariental, Gibeon și Seeheim. Debitul apei este staționar; iarna prima parte a râului chiar poate să sece. Chiar și așa, există un spectacular canion al râului Fish River, o vale de 160 km lungime și cu locuri care ating 500 metri adâncime. Râul se unește cum Râul Orange la frontiera cu Africa de Sud, la 100 km de Oceanul Atlantic. Afluenții râului sunt Hudup, Kuteb și Lions River.